# FASCINATOR
FASCINATOR（ファシネーター）はモトローラ社のデジタル音声通信が可能な無線機用に開発された秘話モジュールである。1980年代のモトローラ社のデジタル無線機は暗号強度が弱いData Encryption Standard (DES) 方式の秘話モジュールが使われており、この代替として1980年代末に開発された。FASCINATORモジュールはDES方式のモジュールと差し替え可能で、FASCINATORモジュールを組み込んだ無線機はアメリカ政府の機密情報の送受信用に用いることができた。

## 概要
アメリカ国家安全保障局 (NSA) は、アメリカ政府関係と軍事用の情報の保護のため機密情報のレベルに応じた暗号化装置やモジュール、部品の要求仕様を決めており、国家安全保障上の機密情報を扱うことができる製品をタイプ１プロダクト (Type 1 product) と呼んでいる。FASCINATORはそのような仕様に適合するよう開発された音声暗号化のためのモジュールである。
FASCINATORが開発された1980年代末のモトローラ社の通信部門は30億ドル以上の売り上げがあり、この当時アメリカ政府やアメリカの公共機関向けの携帯型無線機など多くの通信機器の製造と販売を行っていた。これらの無線機のための音声暗号化モジュールも独自に開発しており、1976年に連邦情報処理標準 (FIPS) として採用されたDES (Data Encryption Standard) 方式のモジュールを含む複数のものが作られた。しかしDES方式は56ビットの鍵長しかないなど暗号強度が低く、NSAはこれらをタイプ１プロダクトと認めていなかった。

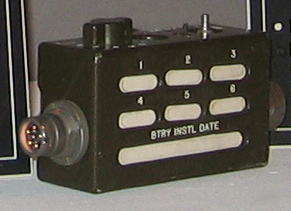
軍用のフィルデバイスKYK-13。FASCINATORへの暗号鍵の設定に使われた。

モトローラは1989年頃にセイバー (SABER) と呼ばれるデジタル方式の携帯無線機を開発した。これは当初米軍向けに開発されたものだったが、DES方式のモジュールのみでは軍事用の機密情報のやり取りには利用できないため、同じ頃にNSAの基準に従う音声暗号化モジュールであるFASCINATORも開発されることになった。
DES方式のモジュールとFASCINATORモジュールは直接差し替え可能だが、暗号化方式が異なるためそれぞれのモジュール間に互換性はない。また、暗号鍵を音声暗号化モジュールに設定する装置であるフィルデバイス（fill device）には、モトローラ独自の装置である KVL (Key Variable Loader) ではなく、米軍の暗号化装置用に使われていたKYK-13が用いられた。
FASCINATORモジュールはNSAから提供された暗号鍵を用いた場合にのみタイプ１と認められ、それ以外の暗号鍵の使用は禁止されていた。当時の暗号鍵は紙テープの形で提供され、紙テープ読み取り装置であるKOI-18を経由してKYK-13フィルデバイスにいったん格納し、KYK-13と無線機との間を専用のインターフェースボックスで接続してロードを行った。
暗号鍵の標準使用期間は1週間で、週ごとに暗号鍵の入れ替えを行う必要があった。
音声は適応デルタ変調の一種であるCVSD (Continuously Variable Slope Delta modulation) により12 kbpsのデジタル信号に変換した後に暗号化された。暗号化には、軍用の暗号化装置KY-57/KY-58などのVINSONファミリーで使用されるSAVILLEアルゴリズムが使用されていたと言われる。しかし音声符号化時のビットレートが異なるなど、FASCINATORとVINSONファミリーとの相互運用性はない。

## 対応機種

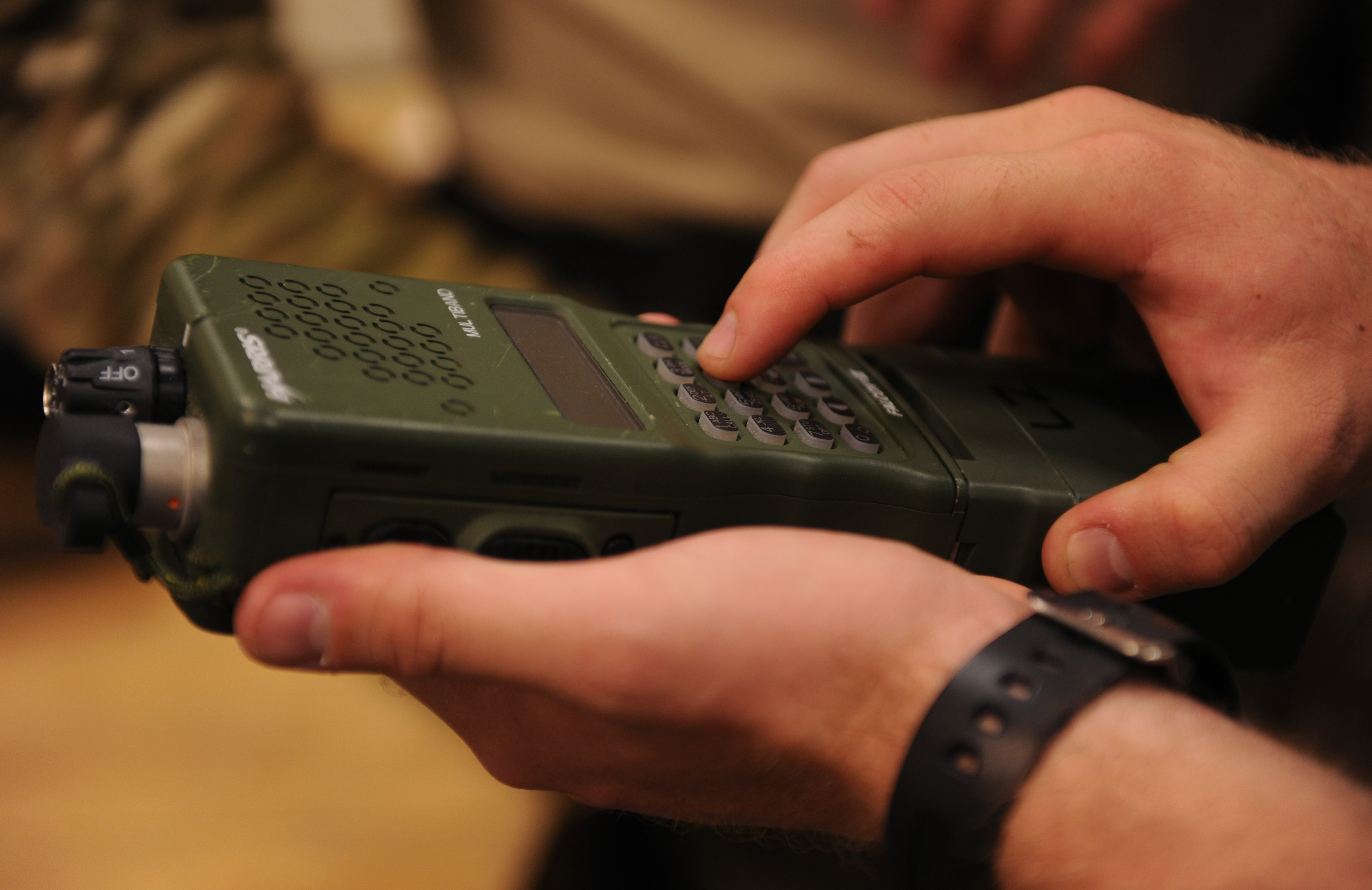
FASCINATORと相互運用性があるAN/PRC-152の外観。モトローラのSABERシリーズと同程度の外観と大きさである。

FASCINATOR秘話モジュールはモトローラの携帯無線機であるSABER、SPECTRA、MCX100、MX300、MX300-S、PX300S、SYNTOR X9000、SYNTOR X9000 Eや、ブリーフケース型の可搬式無線中継機Portable Repeaterで使うことができる。
また、米軍で多く使われている軍用無線機AN/PRC-117Fや、携帯型のAN/PRC-148J、AN/PRC-152も秘話モジュールは異なるがFASCINATORと同じ暗号化方式をサポートし相互運用性がある。
対応機種の1つであるSABERシリーズを例に挙げると、機能と外観の異なる多くのモデルがあり、すべてのモデルでFASCINATORモジュールが使えるわけではない。SABERには秘話モジュール対応機種と非対応機種とが存在し、使えるのは秘話モジュール対応機種のみである。両者の外観はほとんど変わらないが、対応機種は非対応機種と比べると秘話モジュール分だけわずかに高さが異なる。またFASCINATORモジュールの性格上、アメリカ国内向けの認可されたモデルのみでしか使用できない。
SABERシリーズで使用可能な秘話モジュールはFASCINATORモジュールやDESモジュール、モトローラ独自の暗号化方式を用いるものなど複数あり、すべて同じサイズである。モジュール下部には2列に並んだ接続用の20本のピンがあり無線機のメイン基板に差し込めるようになっている。SABERシリーズ用FASCINATORのモジュール名は"NTN7298"である。